# Patrik Ćavar
Patrik Ćavar (* 24. März 1971 in Metković) ist ein ehemaliger kroatischer Handballspieler. In den Jahren 1994, 1997 und 2000 wurde er zu Kroatiens Handballer des Jahres gewählt.

## Sportliche Laufbahn
Ćavar, der zuletzt für den französischen Club Saint Marcel Vernon spielte und früher für die kroatische Männer-Handballnationalmannschaft auflief, war zu seiner aktiven Zeit auf allen Rechtshänderpositionen flexibel einsetzbar; die meiste Zeit aber spielte er auf Linksaußen.
Patrik Ćavar begann mit dem Handballspiel in seiner Heimatstadt beim RK Metković. Mit 17 Jahren wechselte er zu Borac Banja Luka, mit 19 Jahren weiter zum Spitzenclub RK Zagreb. Mit den Hauptstädtern gewann er 1991, 1992, 1993, 1994, 1995, 1996 sowie 1997 die kroatische Meisterschaft und den kroatischen Pokal, 1992 sowie 1993 den Europapokal der Landesmeister und 1993 den europäischen Supercup. Während dieser Zeit war er viermal bester Torschütze der kroatischen Liga und wurde fünfmal zum besten Spieler gewählt. 1997 wechselte er zum spanischen Topclub FC Barcelona. Mit den Katalanen gewann er 1998, 1999 sowie 2000 die spanische Meisterschaft, 1998 sowie 2000 den Copa del Rey de Balonmano, 2000 sowie 2001 die Copa ASOBAL, 1998, 2000 sowie 2001 den spanischen Supercup und als Höhepunkte 1998, 1999 sowie 2000 die EHF Champions League und die Vereins-EM. 2001 wechselte er zu BM Granollers. Dort gewann er allerdings keine weiteren Titel und kehrte 2005 in seine Heimat zurück, wo er sich dem RK Agram Medveščak Zagreb anschloss. Ab Januar 2006 spielte er noch einmal in der ersten französischen Liga bei Saint Marcel Vernon, bevor er im Sommer 2007 seine Karriere beendete. 
Patrik Ćavar hat über 160 Länderspiele für die kroatische Männer-Handballnationalmannschaft bestritten. Mit seinem Land gewann er bei den Olympischen Spielen 1996 in Atlanta Gold und war gleichzeitig bester Torschütze des Turniers; bei der Handball-Weltmeisterschaft der Männer 1995 auf Island holte sein Team Silber und bei der Handball-Europameisterschaft 1994 Bronze. Bei der Handball-Weltmeisterschaft der Männer 2003 und den Olympischen Spielen 2004 fehlte er verletzungsbedingt. 